# برودرافيورستكا
برودرافيورستكا (الروسية: продразвёрстка ، IPA: [prədrɐˈzvʲɵrstkə]، اختصارًا لـ продовольственная развёрстка، مخصّصة من المواد الغذائية) كانت سياسة بلشفية (الشيوعية الروسية) وحملة مصادرة الحبوب والمنتجات الزراعية الأخرى من الفلاحين بأسعار ثابتة اسميّة وفق حصص محددة (يشير الاسم رازفيورستكا، بالروسية: развёрстка  -بمعني تخصيص-، والفعل razverstat إلى قسم إجمالي المبلغ المطلوب كالتزامات من الموردين).
يرتبط هذا المصطلح عادة بشيوعية الحرب خلال الحرب الأهلية الروسية عندما عرضتها الحكومة البلشفية. لكن البلاشفة استعاروا الفكرة من الحبة رازفيورستكا المُقَدمة في الإمبراطورية الروسية خلال الحرب العالمية الأولى، في عام 1916.

## الحرب العالمية الأولى وتوزيع الحبوب
1916 شهدت أزمة الغذاء في الإمبراطورية الروسية. بينما كان الحصاد جيدًا في منطقة فولغا السفلى وغرب سيبيريا، إنهار النقل بواسطة السكك الحديدية. بالإضافة إلى ذلك، كان سوق الطعام في حالة من الفوضى. كانت الأسعار الثابتة للمشتريات الحكومية غير جذابة. أُصدَر مرسوم 29 نوفمبر 1916 موقع من الكسندر ريتش من وزارة الزراعة يقدم رازفيورستكا كجمع الحبوب لأغراض دفاعية. لم تتمكن الحكومة الروسية المؤقتة التي تأسست بعد ثورة فبراير عام 1917 من تقديم أي حوافز للفلاحين، وفشل احتكار الدولة لمبيعات الحبوب في تحقيق هدفه.

## برودرافيورستكا السوفياتي
في عام 1918 وجد مركز روسيا السوفيتية نفسه معزولًا عن المناطق الزراعية الأكثر أهمية في البلاد. كانت احتياطيات الحبوب منخفضة، مما تسبب في الجوع بين سكان الحضر، حيث كان دعم الحكومة البلشفية أقوى. من أجل تلبية الحد الأدنى من الاحتياجات الغذائية، فرضت الحكومة السوفييتية رقابة صارمة على فوائض الغذاء في الأسر الريفية المزدهرة. وبما أن العديد من الفلاحين كانوا غير راضين عن هذه السياسة وحاولوا مقاومتها، فقد وصِفوا بأنهم «مخربين» لاحتكار الخبز للدولة والدعاة للتجارب الحرة «المفترسة» و«المضاربة». ظن فلاديمير لينين أن برودرازفيورستكا كانت الطريقة الوحيدة الممكنة لشراء كميات كافية من الحبوب والمنتجات الزراعية الأخرى لسكان المدن خلال الحرب الأهلية.
قبل برودرازفيورستكا، قدم مرسوم لينين في 9 مايو 1918 («عن ديكتاتورية الغذاء») مفهوم «إنتاج الديكتاتورية». أمرت ونظمت هذه وغيرها من المراسيم اللاحقة التجميع القسري للمواد الغذائية، دون أي قيود، واستخدمت الجيش الأحمر لإنجاز هذا.
أدخل
سوفناركوم برودرازفيورستكا في جميع أنحاء روسيا السوفيتية في 11 يناير 1919. امتدت برودرازفيورستكا أيضًا  إلى أوكرانيا وبيلاروسيا (1919)، وتركستان وسيبيريا (1920). وفقا لمرسوم مفوضية الشعب للأحكام المتعلقة بإجراءات برودرازفيورستكا (13 يناير 1919)، كمية الأنواع المختلفة من المنتجات المخصصة لجمعها من قبل الدولة (حسب بعض المؤرخين -كلمات المراوغين-  يطلق عليها مصادرة كاملة) تم حسابها على أساس البيانات الخاصة بكل منطقة من مناطق غوبرنيا في ظل المحاصيل، وقدرة المحاصيل واحتياطي السنوات الماضية. داخل كل حكومة، تم تقسيم خطة الجمع بين المقاطعات، والأبرشيات، والقرى، ومن ثم أسر الفلاحين المنفصلة. تم تنفيذ إجراءات الجمع من قبل وكالات المفوضية الشعبية للأحكام (فرق الغذاء)  بمساعدة الفقراء (لجان الفقراء) والسوفييت المحليين.
في البداية، أمنت برودرازفيورستكا مجموعة من الحبوب والأعلاف. خلال حملة المشتريات من 1919-1920، شملت برودرازفيورستكا البطاطا واللحوم. وبحلول نهاية عام 1920، شملت جميع أنواع المنتجات الزراعية تقريبًا. وفقا للإحصاءات السوفييتية، جمعت السلطات 107.9 مليون بود (1.77 مليون طن متري) من الحبوب والأعلاف في 1918-1919، و 212.5 مليون بود (3.48 مليون طن متري) في 1919-1920، و 367 مليون جنيه (6.01 مليون طن متري) في 1920-1921.
سمحت برودرازفيورستكا للحكومة السوفيتية بحل المشكلة المهمة المتمثلة في سد حاجة الجيش الأحمر والسكان الحضريين وتوفير المواد الخام لمختلف الصناعات. تركت برودرازفيورستكا بصماتها على العلاقات بين السلع والنقود، حيث أن السلطات حظرت بيع الخبز والحبوب. كما أثرت على العديد إن لم يكن كل الجوانب من العلاقات بين المدينة والقرية وأصبحت واحدة من أهم عناصر نظام الشيوعية الحربية.
مع اقتراب الحرب الأهلية الروسية من نهايتها، فقدت برودرازفيورستكا فعليتها، لكنها ألحقت أضرارًا بالغة بالقطاع الزراعي وتسببت في استياء متزايد بين الفلاحين. مع تحول الحكومة إلى السياسة الاقتصادية الجديدة (NEP) (السياسة الاقتصادية الجديدة)، استبدل المرسوم الصادر عن المؤتمر العاشر للحزب الشيوعي الروسي (البلاشفة) في مارس 1921 برودرازفيورستكا بضريبة الغذاء.